# ماريا راتشيتيليفا
ماريا راتشيتيليفا مواليد 19 فبراير 1993 في أستراخان، هو لاعب كرة يد روسي يلعب كجناح أيسر. مثلت منتخب بلادها.

## الإنجازات
- بطولة روسيا: 
  - الميدالية البرونزية: 2013، 2015
- كأس أوروبا لكرة اليد للسيدات: 
  - نصف النهائي: 2014